# Tour Rasini
La tour Rasini (en italien : Torre Rasini ou Palazzo e Torre Rasini) est un bâtiment de Milan en Italie.

## Histoire
Les travaux de construction du bâtiment, conçu par les architectes italiens Emilio Lancia et Gio Ponti, commencent en 1932 et sont achevés en 1935.

## Description
Le bâtiment, situé au carrefour du corso Venezia et des bastioni di Porta Venezia dans le centre-ville de Milan, se compose de deux parties, la tour et le palais, qui diffèrent par volumes, hauteurs et matériaux. Avec sa hauteur de 50 mètres pour 12 étages, la tour domine le quartier environnant.